# Struthiola tetralepis
Struthiola tetralepis är en tibastväxtart som beskrevs av Schlechter. Struthiola tetralepis ingår i släktet Struthiola och familjen tibastväxter. Utöver nominatformen finns också underarten S. t. glabricaulis.